# Classe Derfflinger
A Classe Derfflinger foi uma classe de cruzadores de batalha operada pela Marinha Imperial Alemã, composta pelo SMS Derfflinger, SMS Lützow e SMS Hindenburg. Suas construções começaram em 1912 e 1913, foram lançados ao mar em 1913 e 1915 e comissionados na frota alemã em 1914, 1915 e 1917. As embarcações foram resultado de pressão pública oriunda do envolvimento britânico na Crise de Agadir, o que fez a Dieta Imperial aprovar o orçamento para a construção de novos cruzadores de batalha. Os três navios da Classe Derfflinger eram bem similares ao seu predecessor SMS Seydlitz, mas possuíam dimensões maiores e também um armamento principal mais poderoso.
Os cruzadores de batalha da Classe Derfflinger eram armados com uma bateria principal de oito canhões de 305 milímetros em quatro torres de artilharia duplas. Tinham um comprimento de fora a fora de mais de 210 metros, boca de 29 metros, calado de nove metros e um deslocamento carregado de mais de 31 mil toneladas. Seus sistemas de propulsão eram compostos por 22 caldeiras mistas de carvão e óleo combustível que alimentavam quatro turbinas a vapor, que por sua vez giravam quatro hélices até uma velocidade máxima de 26 nós (47 quilômetros por hora). Eram protegidos por um cinturão principal de blindagem que tinha entre cem e trezentos milímetros de espessura.
Os navios entraram em serviço durante a Primeira Guerra Mundial. O Derfflinger participou da maioria das ações navais alemãs, incluindo as Batalhas de Dogger Bank em 1915 e Jutlândia em 1916. O Lützow só participou da Jutlândia. Durante esta batalha eles afundaram os cruzadores de batalha HMS Invincible e HMS Queen Mary, porém o Lützow foi seriamente danificado e precisou ser afundado. O Hindenburg entrou em serviço muito tarde para participar de alguma ação. Os dois sobreviventes foram internados na base britânica de Scapa Flow em 1918 depois da derrota da Alemanha, sendo deliberadamente afundados em 1919. Seus destroços foram depois reflutuados e desmontados.

## Desenvolvimento
A Classe Derfflinger foi o resultado da quarta e última Lei Naval, aprovada em 1912. O almirante Alfred von Tirpitz, o Secretário de Estado do Escritório Naval Imperial, usou a indignação pública sobre o envolvimento do Reino Unido na Crise de Agadir em 1911 com o objetivo de pressionar a Dieta Imperial a conceder um orçamento maior para a Marinha Imperial Alemã. A Quarta Lei Naval garantiu o financiamento de três novos dreadnoughts, dois cruzadores rápidos e mais quinze mil oficiais e marinheiros. Os dreadnoughts da lei se tornariam os três membros da Classe Derfflinger. Os trabalhos de projeto para os dois primeiros navios começaram em outubro de 1910 e continuaram até junho de 1911, já o terceiro navio tinha um projeto ligeiramente modificado que foi preparado entre maio e outubro de 1912.
Foi pedido que o departamento da marinha enviasse novos requerimentos a fim de consertar as deficiências dos cruzadores de batalha anteriores, que abrangia principalmente propulsão e armamento. Navios anteriores tinham um arranjo de quatro eixos para seus motores, mas reduzir este número para três permitiria o uso de um motor a diesel para o eixo central. Isto aumentaria a autonomia, além de facilitar a transferência de combustível e reduzir o número de tripulantes necessários para operar os maquinários. O departamento da marinha argumentou pelo aumento do tamanho da bateria principal de canhões de 283 milímetros para 305 milímetros. Isto porque os mais novos couraçados britânicos tinham um cinturão mais espesso. Como a intenção era que os cruzadores de batalha alemães lutassem na linha de batalha, seu armamento precisava ser suficientemente poderoso para penetrar seus oponentes. Os aumentos de peso foram compensados ao reduzir o número total de canhões de dez para oito, assim o aumento do tamanho do armamento causou um aumento de apenas 36 toneladas ao deslocamento. Tirpitz foi contra o aumento das armas porque achava que o canhões de 283 milímetros eram poderosos o bastante.
Uma nova técnica de construção foi usada para economizar peso. Cruzadores de batalha anteriores tinham sido construídos com uma combinação de armações de aço longitudinais e transversais, mas apenas armações longitudinais foram usadas na Classe Derfflinger. Isto permitiu que os navios mantivessem sua força estrutural e baixa altura. Os espaços do casco entre a parede externa e a antepara antitorpedo eram usadas para armazenamento adicional de carvão, assim como em outros navios capitais alemães.
A equipe de projeto escolheu oficialmente os canhões de 305 milímetros em 1º de setembro de 1910, a serem montados em quatro torres de artilharia duplas na linha central. O esquema de blindagem era o mesmo que o predecessor SMS Seydlitz. Neste meio tempo, a pressão do público britânico forçou o Parlamento do Reino Unido a aumentar o ritmo da construção naval. O imperador Guilherme II da Alemanha pediu que o tempo de construção dos cruzadores de batalha fosse reduzido de três para dois anos. Isto mostrou-se inviável, pois as empresas fabricantes de blindagem e armamentos não podiam entregar os materiais necessários em um cronograma acelerado.

## Projeto

### Características

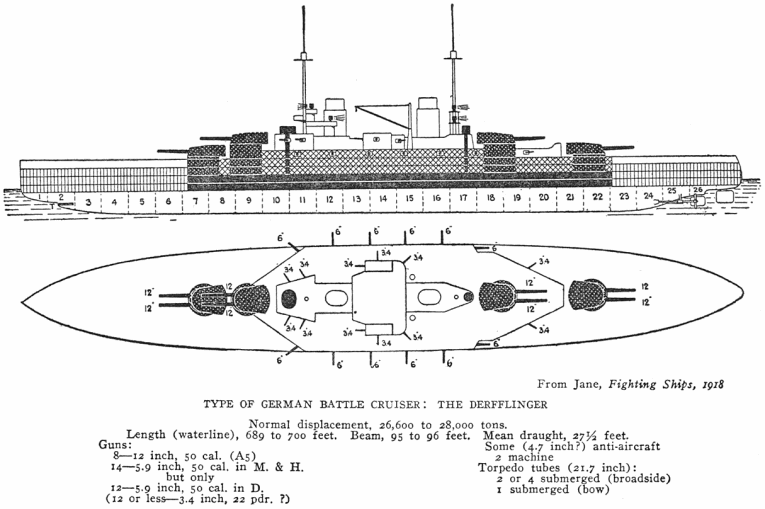
Desenho da Classe Derfflinger

O Derfflinger e o Lützow tinham 210 metros de comprimento da linha de flutuação e 210,4 metros de comprimento de fora a fora, já o Hindenburg era ligeiramente maior com 212,5 metros de linha de flutuação e 212,8 metros de fora a fora. Os três tinha uma boca de 29 metros e um calado que ficava entre 9,2 metros à vante e 9,57 metros à ré. Os dois primeiros tinham um deslocamento normal de 26,6 mil toneladas e um deslocamento carregado de 31,2 mil toneladas. Já o Hindenburg tinha um deslocamento normal de 26 947 toneladas e um deslocamento carregado de 31,5 mil toneladas. Seus cascos foram construídos com armações de aço longitudinais sobre as quais as placas externas do casco foram rebitadas. O casco do Derfflinger tinha dezesseis compartimentos estanques, mas os dois outros navios tinham dezessete. Os três tinham um fundo duplo que abrangia 65 por cento do comprimento do casco, o que era uma redução em relação aos cruzadores de batalha anteriores, que tinham um fundo duplo que abrangia pelo menos 75 por cento do casco.
A Marinha Imperial considerou que os navios tinham uma navegabilidade excelente. Foram descritos como tendo movimentos gentis, porém muita água respingava no convés das casamatas. Perdiam até 65 por cento de sua velocidade com seus dois lemes totalmente virados, alteando em até onze graus. Isto era mais do que os cruzadores de batalha anteriores e assim tanques para reduzir o balanço foram instalados no Derfflinger. Os três tinham uma altura metacêntrica de 2,6 metros. A tripulação padrão era composta por 44 oficiais e 1 068 marinheiros, mas quando serviam de capitânias levavam catorze oficiais e 62 homens a mais. Os navios também levavam várias embarcações menores, incluindo um barco de piquete, três barcas, duas lanchas, dois yawls e dois botes.

### Propulsão
Foi determinado na época do início da construção do Derfflinger que o motor a diesel ainda não estava pronto para ser usado. Desta forma, o plano para um sistema de três eixos foi abandonado e os navios voltaram ao arranjo padrão de quatro eixos. Os três navios foram equipados com dois conjuntos de turbinas a vapor, cada um girando duas hélices de três lâminas; estas tinham 3,9 metros de diâmetro no Derfflinger e Lützow e quatro metros no Hindenburg. Cada conjunto consistia em uma turbina de alta e baixa pressão: a primeira girava as hélices externas e a segunda girava as internas. O vapor para as turbinas vinha de catorze caldeiras a carvão e oito caldeiras a óleo combustível. Foram equipados com dois geradores turbo-elétricos e dois geradores diesel-elétricos que produziam 1 660 quilowatts de energia elétrica a 220 volts. As embarcações tinham dois lemes.
O Derfflinger e Lützow tinham uma potência indicada de 63 017 cavalos-vapor (46 336 quilowatts) a 280 rotações por minuto para uma velocidade máxima de 26,5 nós (49,1 quilômetros por hora). O Derfflinger alcançou 25,5 nós (47,2 quilômetros por hora) a partir de 76 655 cavalos-vapor (56 364 quilowatts) durante seus testes marítimos, já o Lützow alcançou 26,4 nós (48,9 quilômetros) com81 015 cavalos-vapor (59 570 quilowatts). Já o Hindenburg tinha uma potência indicada de 72 020 cavalos-vapor (52 956 quilowatts) a 290 rotações por minuto para 27 nós (cinquenta quilômetros por hora), mas durante seus testes marítimos alcançou 26,6 nós (49,3 quilômetros por hora) com 95 803 cavalos-vapor (70 444 quilowatts). O Derfflinger podia carregar 3,5 mil toneladas de carvão e mil toneladas de óleo combustível para uma autonomia de 5,6 mil milhas náuticas (10,4 mil quilômetros) a catorze nós (26 quilômetros por hora). O Lützow carregava duzentas toneladas a mais de carvão, mas não tinha uma autonomia melhor. O Hindenburg também podia carregar 3,7 mil toneladas de carvão e 1,2 mil toneladas de óleo combustível, tendo uma autonomia de 6,1 mil milhas náuticas (11,3 mil quilômetros) a catorze nós.

### Armamento

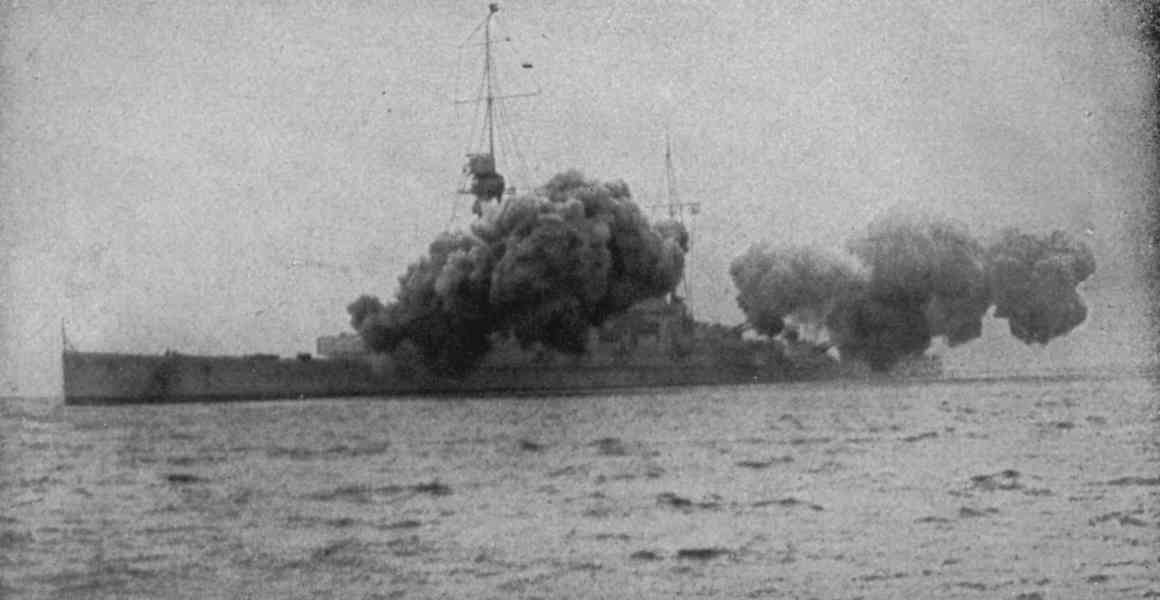
O Derfflinger disparando seus canhões principais durante exercícios

O armamento principal consistia em oito canhões calibre 50 de 305 milímetros montados em quatro torres de artilharia duplas, duas à vante da superestrutura e duas à ré, em ambos os casos com uma torre sobreposta à outra. As torres do Derfflinger e Lützow eram do modelo Drh.L C/1912, já a do Hindenburg era do tipo Drh.L C/1913. Elas eram giradas eletricamente, enquanto os canhões eram elevados hidraulicamente até 13,5 graus. Disparavam projéteis perfurantes de 405,5 quilogramas a uma velocidade de saída de 855 metros por segundo. Em elevação máxima tinham um alcance de dezoito quilômetros. As torres foram modificadas em 1916 para aumentar a elevação máxima para dezesseis graus, o que aumentou o alcance para 20,4 quilômetros. Os navios carregava 270 projéteis, noventa para cada canhão; deste número, 65 eram projéteis perfurantes e 25 eram projéteis semiperfurantes para uso contra alvos com pouca blindagem. A cadência de tiro era de dois a três disparos por minuto e a vida útil teórica dos canos era de duzentos disparos antes de precisarem ser substituídos. Também podiam disparar projéteis altamente explosivos de 405,9 quilogramas. Os projéteis eram carregados com duas cargas propelentes RP C/12: uma principal em um cartucho de latão que pesava 91 quilogramas e outra em um saco de seda de 34,5 quilogramas. Os depósitos de propelente ficavam localizados embaixo dos depósitos de projéteis nas três primeiras torres, enquanto para a última esta arranjo era invertido.
O armamento secundário foi projetado para ser de catorze canhões calibre 45 de 149 milímetros montados em casamatas nas laterais da superestrutura. O Derfflinger tinha apenas doze armas, pois duas casamatas precisaram ser removidas para que os tanques contra balanço pudessem ser instalados. O Lützow e Hindenburg tinham as catorze armas projetadas. Cada canhão tinha um suprimento de 160 projéteis. O alcance máximo inicial era de 13,5 quilômetros, mas isto foi depois aumentado para 16,8 quilômetros. Tinham uma cadência de tiro sustentada de cinco a sete disparos por minuto. Os projéteis pesavam 45,3 quilogramas e eram carregados com uma carga propelente de 13,7 quilogramas em um cartucho de latão. A velocidade de saída era de 835 metros por segundo. A vida útil teórica dos canos dos canhões era de 1,4 disparos antes de uma substituição.
Os três navios também tinham vários canhões calibre 45 de 88 milímetros. Foram inicialmente equipados com oito em montagens únicas, quatro na superestrutura de vante e quatro na de ré. Também tinham quatro canhões antiaéreos Flak de mesmo tamanho colocados ao redor da primeira chaminé, com exceção do Lützow, que ficavam na segunda chaminé. Os quatro canhões na superestrutura de vante foram removidos depois de 1916. As armas antiaéreas ficavam em montagens MPL C/13, que podiam abaixar até dez graus negativos e elevar até setenta graus. Disparavam projéteis de nove quilogramas e em elevação máxima tinham um teto de disparo de 9,1 quilômetros.
As embarcações também foram armadas com tubos de torpedo submersos no casco. O Derfflinger tinha quatro tubos de quinhentos milímetros, enquanto os outros dois foram equipados com tubos de seiscentos milímetros. O arranjo nos três casos era de um tubo na proa, um na popa e um em cada lateral. Os torpedos do Derfflinger eram do modelo G7, tendo 7,02 metros de comprimento e armados com uma ogiva de 195 quilogramas de hexanito. Tinha um alcance de quatro quilômetros a uma velocidade de 37 nós (68,5 quilômetros por hora) e 9,3 quilômetros a 27 nós. O Lützow e Hindenburg tinham torpedos do tipo H8, que tinham oito metros de comprimento e com uma ogiva de 210 quilogramas de hexanito. Tinham um alcance de seis quilômetros a 36 nós (66,6 quilômetros por hora) ou catorze quilômetros a trinta nós (55,5 quilômetros por hora).

### Blindagem

Corte transversal da blindagem na altura da armação 161

Os cruzadores de batalha eram protegidos por aço cimentado Krupp, o padrão para os navios alemães da época. O cinturão principal tinha trezentos milímetros de espessura na cidadela central, onde as partes mais importantes das embarcações ficavam, incluindo os depósitos de munição e salas de máquinas. A espessura do cinturão diminuía em áreas menos importantes, 120 milímetros à vante e cem milímetros à ré. O cinturão afinava-se para trinta milímetros na proa, enquanto a popa não tinha qualquer tipo de proteção. Uma antepara antitorpedo de 45 milímetros corria pelo comprimento dos navios vários metros atrás do cinturão principal. O convés blindado principal tinha trinta milímetros de espessura sobre áreas pouco importantes e oitenta milímetros sobre áreas mais críticas.
A torre de comando de vante tinha laterais de trezentos milímetros e teto de 130 milímetros. A torre de comando de ré não era tão protegida, tendo laterais de duzentos milímetros e teto de cinquenta milímetros. As torres de artilharia também tinham uma blindagem bem pesada, com aquelas do Derfflinger e Lützow tendo laterais de 270 milímetros e tetos de 110 milímetros. Já as torres de artilharia do Hindenburg tinham laterais de mesma espessura mas tetos de 150 milímetros. As casamatas tinham uma proteção de 150 milímetros, enquanto as armas em si tinham escudos de setenta milímetros a fim de proteger os artilheiros de estilhaços.

## Navios

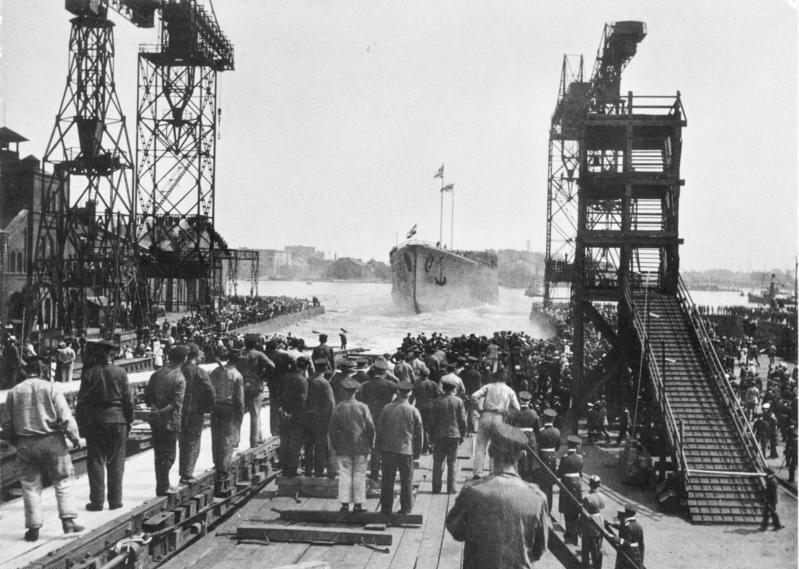
A cerimônia de lançamento do Hindenburg em 1º de agosto de 1915

Dos três navios da classe, apenas o Derfflinger foi encomendado como uma nova adição à frota, o que foi feito sob o nome provisório "K". Os outros dois cruzadores de batalha tinham a intenção de substituírem embarcações antigas e já obsoletas: o Lützow foi encomendado com o nome provisório de Ersatz Kaiserin Augusta para substituir o cruzador protegido SMS Kaiserin Augusta, já o Hindenburg foi encomendado com nome provisório de Ersatz Hertha como substituto do cruzador protegido SMS Hertha.
O Derfflinger foi construídos pela Blohm & Voss em Hamburgo sob o número de construção 213. Foi o mais barato dos três, tendo custado 56 milhões de marcos de ouro. Seu batimento de quilha ocorreu em 30 de março de 1912 e deveria ter sido lançado ao mar em 13 de junho de 1913, mas durante a cerimônia um dos  trenós de madeira sobre os qual o navio estava emperrou. Só pode ser lançado em 12 de julho. Foi comissionado na Frota de Alto-Mar em 1º de setembro de 1914, pouco depois do início da Primeira Guerra Mundial. O Lützow foi construído pela Schichau-Werke em Danzig sob o número 885 e custou 58 milhões de marcos de ouro. Seu batimento foi em 15 de maio de 1912 e lançamento em 29 de novembro de 1913, sendo comissionado em 8 de agosto de 1915 depois de longos testes marítimos. O Hindenburg foi construído pelo Estaleiro Imperial de Wilhelmshaven sob o número de construção 34 ao custo de 59 milhões de marcos de ouro. Seu batimento de quilha foi em 1º de outubro de 1913 e foi lançado em 1º de agosto de 1915, sendo comissionado em 10 de maio de 1917.
| Navio       | Construtor                 | Homônimo              | Batimento             | Lançamento             | Comissionamento        | Destino                                          |
| ----------- | -------------------------- | --------------------- | --------------------- | ---------------------- | ---------------------- | ------------------------------------------------ |
| Derfflinger | Blohm & Voss               | Georg von Derfflinger | 30 de março de 1912   | 12 de julho de 1913    | 1º de setembro de 1914 | Deliberadamente afundados em 21 de junho de 1919 |
| Lützow      | Schichau-Werke             | Ludwig von Lützow     | 15 de maio de 1912    | 29 de novembro de 1913 | 8 de agosto de 1915    | Deliberadamente afundados em 21 de junho de 1919 |
| Hindenburg  | Estaleiro de Wilhelmshaven | Paul von Hindenburg   | 1º de outubro de 1913 | 1º de agosto de 1915   | 10 de maio de 1917     | Deliberadamente afundados em 21 de junho de 1919 |

## Carreiras

### Derfflinger

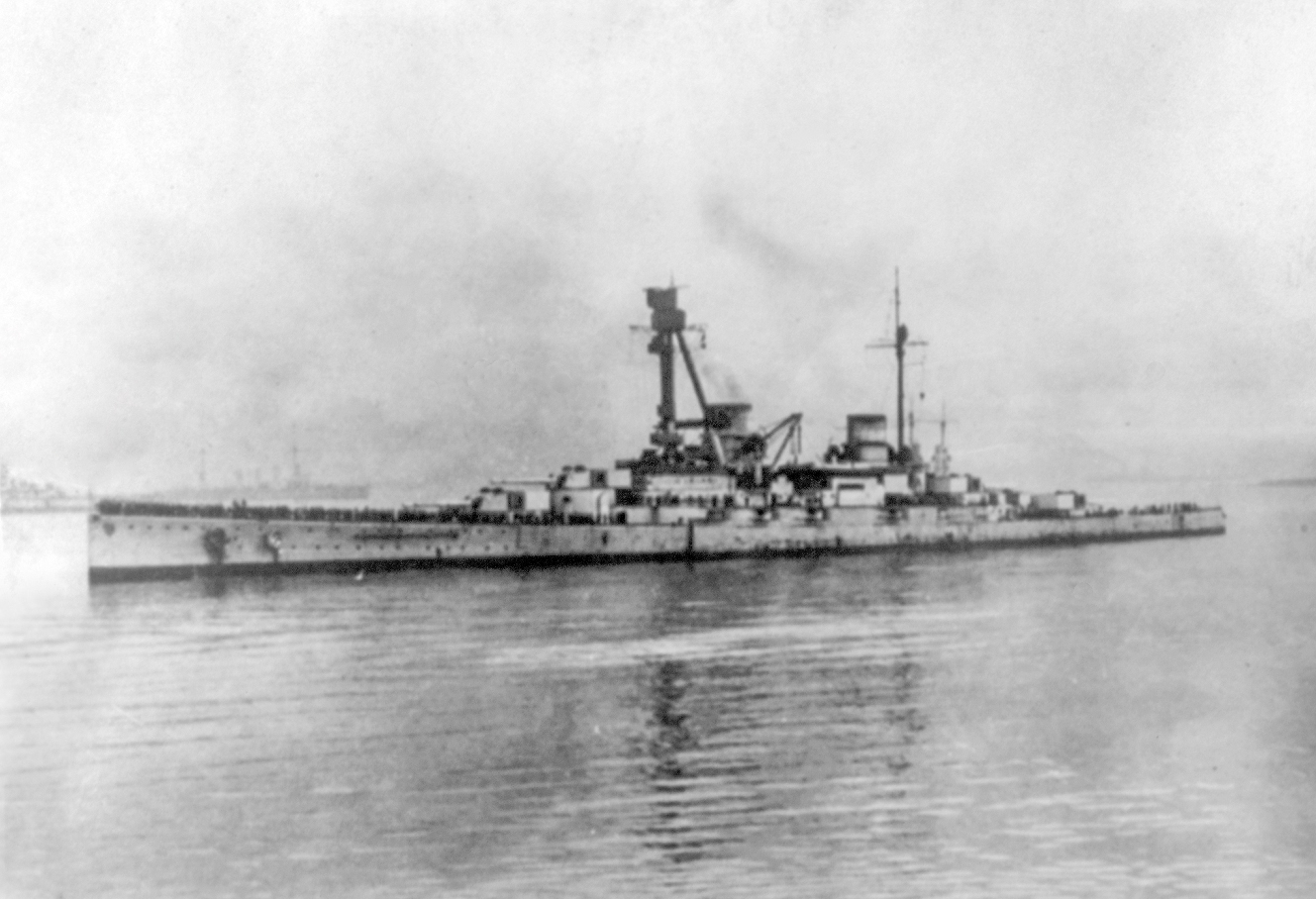
O Derfflinger em 1919

O Derfflinger foi transferido de Hamburgo para Kiel por uma tripulação do estaleiro. Foi designado no final de outubro de 1914 para integrar  I Grupo de Reconhecimento da Frota de Alto-Mar, porém danos nas suas turbinas sofridos durante seus testes marítimos impediram que ele tivesse um serviço ativo até 16 de novembro. Participou de um bombardeio litorâneo contra as cidades britânicas de Scarborough, Hartlepool e Whitby em 16 de dezembro. Também esteve presente na Batalha de Dogger Bank em 24 de janeiro de 1915, quando foi atingido por um projétil de 343 milímetros britânico mas em resposta alvejou e danificou o cruzador de batalha HMS Lion. Reparos foram concluídos em 16 de fevereiro, mas sua turbina de estibordo foi danificada acidentalmente em 28 de junho, com o Derfflinger ficando sob conserto até agosto. Esteve presente em 24 de abril de 1916 de um bombardeio contra Yarmouth.
Participou em 31 de maio da Batalha da Jutlândia, sendo o segundo navio da linha alemã. Foi acertado 21 vezes pelos britânicos, mas também infligiu danos consideráveis aos cruzadores de batalha inimigos. O HMS Queen Mary foi afundado às 16h26min por uma explosão interna depois de ser alvejado pelo Derfflinger e o Seydlitz. Duas horas depois às 18h30min o HMS Invincible afundou da mesma maneira, desta vez depois de ser alvo do Derfflinger e do Lützow. As duas torres de artilharia de ré do Derfflinger foram incapacitadas durante a batalha. Sua tripulação sofreu 157 mortos e 26 feridos, o maior número de baixas dentre os navios alemães que não foram afundados. Os trabalhos de reparo duraram até 15 de outubro, durante os quais seu mastro de poste foi removido e substituído por um mastro de tripé. Realizou operações de treinamento até novembro e então retornou para o serviço ativo.
A Alemanha se rendeu em novembro de 1918 e a maior parte da Frota de Alto-Mar foi internada na base britânica de Scapa Flow. O contra-almirante Ludwig von Reuter, comandante dos navios internados, ordenou que suas embarcações fossem deliberadamente afundadas em 21 de junho de 1919. Ao todo, 66 navios de vários tipos se afundaram. Dentre estes estava o Derfflinger, que naufragou às 14h45min. Seus destroços foram reflutuados em 1939 para serem desmontados, mas o início da Segunda Guerra Mundial impediu que isso acontecesse. Ele permaneceu emborcado ancorado ao lado da ilha de Risa até 1946, quando foi levado a Faslane e finalmente desmontado.

### Lützow

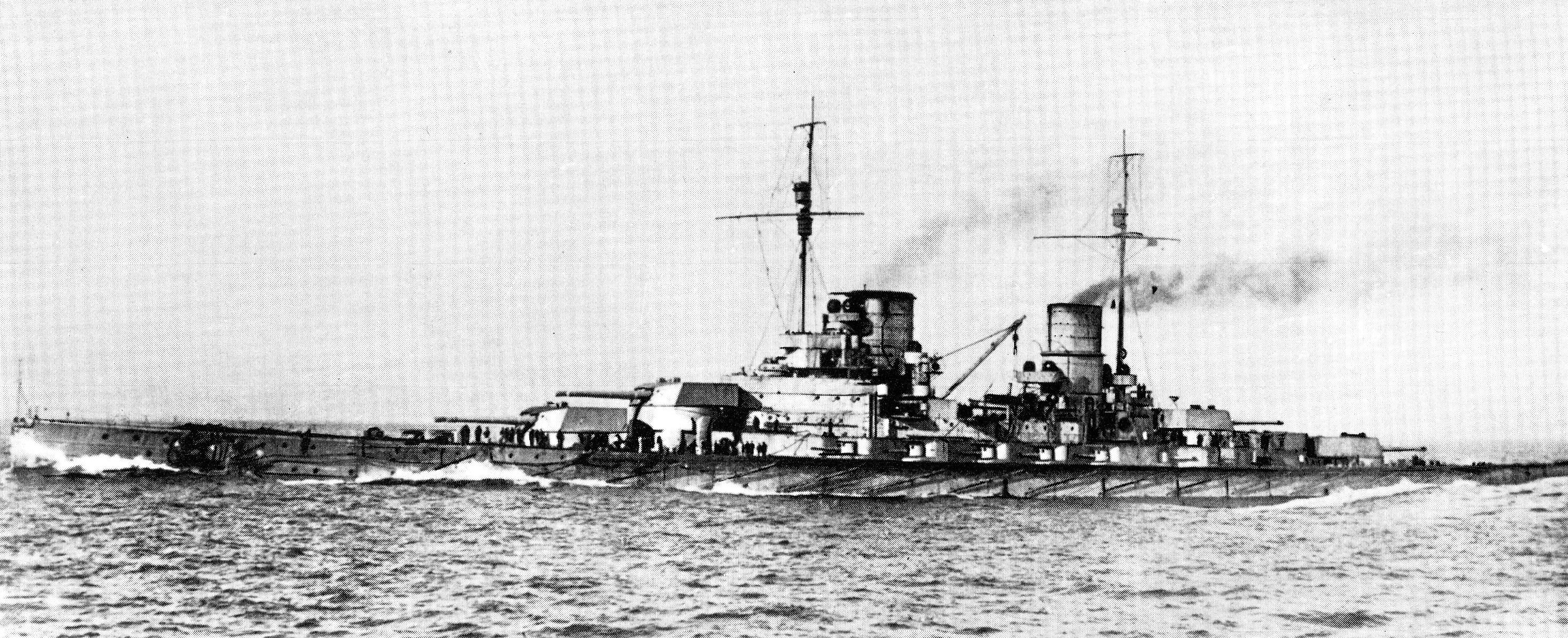
O Lützow em 1915

A turbina de baixa pressão de bombordo do Lützow foi seriamente danificada durante seus testes marítimos em 25 de outubro de 1915, com os reparos só terminando em janeiro de 1916. Seguiu então para mais testes marítimos que duraram até 19 de fevereiro, tornando-se totalmente operacional e sendo designado em 20 de março para o I Grupo de Reconhecimento. Participou de dois surtidas da frota, em 25 de março e depois entre 21 e 22 de abril, ambas sem incidentes. No dia seguinte o Lützow, Derfflinger, Seydlitz e os cruzadores de batalha SMS Von der Tann e SMS Moltke bombardearam Yarmouth. No caminho, o Seydlitz, a capitânia do contra-almirante Franz Hipper, bateu em uma mina naval, assim o Lützow se tornou a nova capitânia. Os cruzadores de batalha alemães encontraram forças britânicas e uma batalha começou, com o Lützow enfrentando o cruzador rápido HMS Conquest e o acertando várias vezes.
Era o primeiro navio da linha alemã na Batalha da Jutlândia e a capitânia da Hipper. Foi atingido várias vezes pelos cruzadores de batalha inimigos, incluindo abaixo da linha de flutuação. Pouco depois acertou o Lion várias vezes, com um projétil destruindo uma de suas torres de artilharia e causando um incêndio no depósito de munição que quase destruiu o navio. Os cruzadores blindados HMS Defence e HMS Warrior acidentalmente passaram pela linha alemã, com os alemães abrindo fogo. O Defence foi atingido várias vezes e explodiu. Por volta do mesmo momento, mais cruzadores de batalha britânicos chegaram. O Lützow foi atingido na proa por quatro projéteis entre 19h26min e 19h34, mas junto com o Derfflinger destruiu o Invincible às 19h30min. Foi atingido mais cinco vezes até às 20h15min, incluindo em suas duas torres de artilharia de vante.
O Lützow já tinha engolido mais de duas mil toneladas de água até às 22h15min e estava com a proa perigosamente baixa na água. Tentativas foram feitas após a meia-noite de navegá-lo de ré. Isto fracassou quando a proa submergiu o bastante para fazer a popa levantar para fora d'água, com suas hélices e leme saindo para a superfície às 2h20min do dia 1º de junho, impossibilitando sua navegação. A ordem de abandonar o navio foi dada e às 2h27min o barco torpedeiro SMS  G38 afundou o Lützow com torpedos. A inundação do navio não pode ser controlada porque o sistema de bombeamento de vante parou de funcionar e o sistema central não foi capaz de acompanhar a quantidade de água que estava entrando. A tripulação foi resgatada por quatro barcos torpedeiros que estavam escoltando o navio. Sofreu 116 mortos no decorrer da batalha.

### Hindenburg

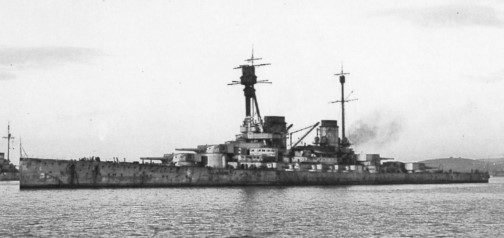
O Hindenburg em 1919

O Hindenburg foi o último cruzador de batalha construído pela Marinha Imperial e entrou serviço muito tarde  para participar de qualquer grande ação na Primeira Guerra Mundial. Ele, o Molke e os cruzadores rápidos do II Grupo de Reconhecimento deram apoio distante para draga-minas que foram atacados por cruzadores de batalha britânicos em 10 de maio de 1917 próximos do litoral alemão. Este ataque foi breve e os inimigos já tinham ido embora quando o Hindenburg e o Moltke chegaram no local. Seis dias depois substituiu o Seydlitz como capitânia do I Grupo de Reconhecimento. Participou em 23 de abril de 1918 de uma surtida no Mar do Norte que tinha a intenção de tentar interceptar um comboio Aliado, mas no caminho o Moltke sofreu problemas mecânicos a a operação foi cancelada.
O Hindenburg também foi internado em Scapa Flow junto com o resto da Frota de Alto-Mar em novembro de 1918 depois da capitulação da Alemanha. Foi deliberadamente afundado por sua própria tripulação às 17h00min de 21 de junho de 1919. Várias tentativas fracassadas de reflutuar seus destroços foram feitas até isto finalmente ser conseguido em 23 de julho de 1930. Foi desmontado em Rosyth entre 1930 e 1932.